# 怒漏斗蛛
怒漏斗蛛（学名：Agelena injuria）为漏斗蛛科漏斗蛛属的动物。在中国大陆，分布于四川等地。该物种的模式产地在四川。